# Tamba malayana
Tamba malayana là một loài bướm đêm trong họ Noctuidae.